# Lesbos (zbirka)
Lesbos (COBISS) je pesniška zbirka Iva Svetine, izšla je leta 2005 pri Mladinski knjigi in je bila leta 2005 nagrajena z Veronikino nagrado.

## Vsebina
Zbirko sestavlja 50 pesmi. Gre za ljubezensko-erotično poezijo, ki poudarja človekovo čutnost, predvsem v ljubezenskem odnosu. Pesnik je navdahnjen od narave in užitkov, ki mu jih ta ponuja. Osredotoči se na popoln, čuten, vzvišen odnos med ljubimcema. V prvi osebi, kot ljubimec, opisuje svojo žensko, ki je zanj popolna, občudovana in oboževana. Njuno strast in ljubezensko predajo prikaže kot veličasten užitek. Seksualno vzburjenost in združitev opisuje naravno, vendar v izbranem poetičnem slogu.
Pesnik se naslanja na slog poezije znamenite grške pesnice Sapfo, kar nakazuje že naslov zbirke. Dogajanje postavlja v tople sredozemske kraje, v predele Grčije, ki jih s pravim imenom vpleta v pesmi. Ljubimca v pesmih pogosto spremljajo živalska bitja in rastline, tipične za tisto okolje, drugi ljudje so tu manj pomembni akterji. Ženska je za pesnika boginja, on pa njen nenasitni ljubimec.